# Götzenbrühl
Der Götzenbrühl, früher auch Kunzenbrühl oder Bölle genannt, ist ein kleiner Vulkanschlot mit aufgelassenem Steinbruch rund 1.000 Meter östlich der Stadt Owen im Landkreis Esslingen in Baden-Württemberg. Der Vulkanschlot befindet sich am Fuße des Teckbergs, der sich nördlich des Albtraufs im Vorland der Schwäbischen Alb befindet.

## Geologie
Beim Götzenbrühl handelt sich um ein vulkanisches Tuffitvorkommen. Es entstand im Miozän, als sich einer der Vulkanschlote des Schwäbischen Vulkans einen Weg durch das umgebende Gestein bahnte. Durch Erosion des weicheren Umgebungsmaterials wurden die härteren Gesteine des Götzenbrühls freigelegt. Innerhalb des tuffitischen Gesteins befindet sich ein olivinmelilithitischer Kern, der früher als Basalt bezeichnet und zur Schottergewinnung abgebaut wurde. In seiner Nachbarschaft befindet sich der Hohenbol, der ebenfalls vulkanischen Ursprungs ist.

## Naturschutz
Der Götzenbrühl ist unter dem Namen Vulkanembryo im Gewann Bölle als Naturdenkmal und unter dem Namen Aufgelassener Steinbruch am Götzenbrühl NE von Owen auch als Geotop geschützt.